# Jaime Noguerol
Jaime Noguerol (Verín, febrero de 1950) es un periodista, letrista musical y escritor español, autor de varios libros individuales y en colaboración. Actualmente tiene un espacio en el periódico orensano La Región titulado «Ángulo Inverso», en el que escribe artículos literarios, de opinión y musicales.

## Biografía
Jaime Noguerol se gradúa en periodismo en Madrid, en el año 1976, sin embargo, su relación con el periodismo comienza en los años 60, cuando comienza a enviar artículos, sobretodo deportivos a La Región convirtiéndose en corresponsal de deportes acompañado al Club Deportivo Ourense. En los años 80 participa intensamente en la movida madrileña y sobresale como poeta underground alternativo publicando dos libros: Irrevocablemente inadaptados. Crónica de una generación crucificada (1978), un testimonio de las décadas de los 60 y 70 que salió con dos páginas en negro por la censura del tardofranquismo, y Extraños en el escaparate (1980), de donde nació el disco editado por Miguel Ríos con el mismo título. Un artículo editado en El País firmado por J. M. Costa el 28 de junio de 1980, bajo el título «Antipresentación poética de Xaime Noguerol», deja al descubierto su carácter inconformista y rompedor, propio de la auténtica movida madrileña.
En 1984 sale a la luz su libro-disco Nueva Pulsación, en el que recita acompañado de los mejores músicos de la discografía nacional: Miguel Ríos, Jorge Pardo, Luz Casal. En esa época, sus recitales poéticos en todo el estado español marcarán su estilo inconfundible, especialmente aquellos en los que compartió escenario con el poeta Carlos Oroza. Publicó también libros colectivos como el homenaje al beatle John Lennon (1981), editado por La Banda de Moebius, en colaboración con Luis Eduardo Aute, Carlos Tena o Eduardo Haro Ibars, entre otros, y fue colaborador por aquel entonces de numerosos medios de comunicación españoles y extranjeros.
Como letrista de Miguel Ríos escribió algunas de las canciones más emblemáticas de la época y algunos de los temas estrella del rock español del momento, que permanecen en el recuerdo: Banzai, Generación límite. Fue letrista, además, de muchos otros grupos musicales roqueros como Minuit Polonia (Ibiza underground), Burning, Leño, Luz Casal, Sálvese quien pueda, Banzai o Panzer (Con galones de plástico) y ha participado en el último disco recopilatorio de Los Suaves (2007) escribiendo la contraportada del disco.
Sus obras han estado expuestas en la Biblioteca Nacional de Madrid en el año 2007 con motivo de la exposición temporal «La Luna de Madrid y otras revistas de vanguardia de los años 80», en la que los visitantes tuvieron oportunidad de contemplar el fluir de la creatividad generadora de cultura/contracultura en unos años singularmente intensos.
Durante su etapa más viajera recorrió diversos países del mundo, residiendo en París, Marraquech y Ámsterdam, ciudad esta última en la que trabajó para Radio Paradiso en su edición en lengua española.
En 2006 participa en el volumen colectivo «Ahora Ourense, tienes que verla». En 2009 publica, en colaboración con el pintor Alexandro, el libro Ourense. La cara oculta de la luna donde se recuperan las historias e ilustraciones que ambos autores publicaron entre 1994 y 1996 en el diario La Región.
Actualmente reside en Ourense y colabora semanalmente en el diario La Región, en cuya sección «Ángulo Inverso» da cabida a suculentas y reflexivas entrevistas, hace crónica social y musical y analiza con mirada inteligente y punzante la sociedad y la realidad del momento. Su participación en el Foro La Región, ciclo de conferencias del diario Orensano, incluye charlas con algunos de los personajes de actualidad, como Mario Conde, Manuel Campo Vidal, Tapies o Yosi de Los suaves, que han dado pie a algunos de sus artículos más reflexivos.
Es asiduo, asimismo, a las tertulias literarias que se hacen en la ciudad, compartiendo reflexiones con otros poetas, escritores y profesores. Se encuentra ultimando una novela de próxima aparición. Puede leerse una entrevista a Xaime Noguerol en O lado da sombra, obra formada por dos volúmenes editados por la Fundación Luis Seoane en los que se repasa la cultura no institucional en Galicia entre los años 1971 y 1989..
Recientemente ha sido entrevistado en el programa Zig Zag Diario, de la TVG, de la mano de Mon Santiso.

## Obra
- Irrevocablemente inadaptados. Crónica de una generación crucificada (1978).
- Extraños en el escaparate (1980).
- Nueva Pulsación (1984).
- Homenaje a John Lennon (1981).
- Ourense. La cara oculta de la luna (2009).